# Tronçonnage
Le tronçonnage consiste à la séparation d’un objet en deux tronçons. Les moyens, la manière d’opérer et les outils  de tronçonnage varient en fonction du corps de métier.

## Domaine du bois
Dans le domaine du bois, l’usage de tronçonneuses est largement répandu, que cela soit professionnellement ou simplement pour le bricolage domestique.
Les tronçons de bois obtenus hors de la grume prennent le nom de bille ou plus petit de billon.

## Domaine de la métallurgie

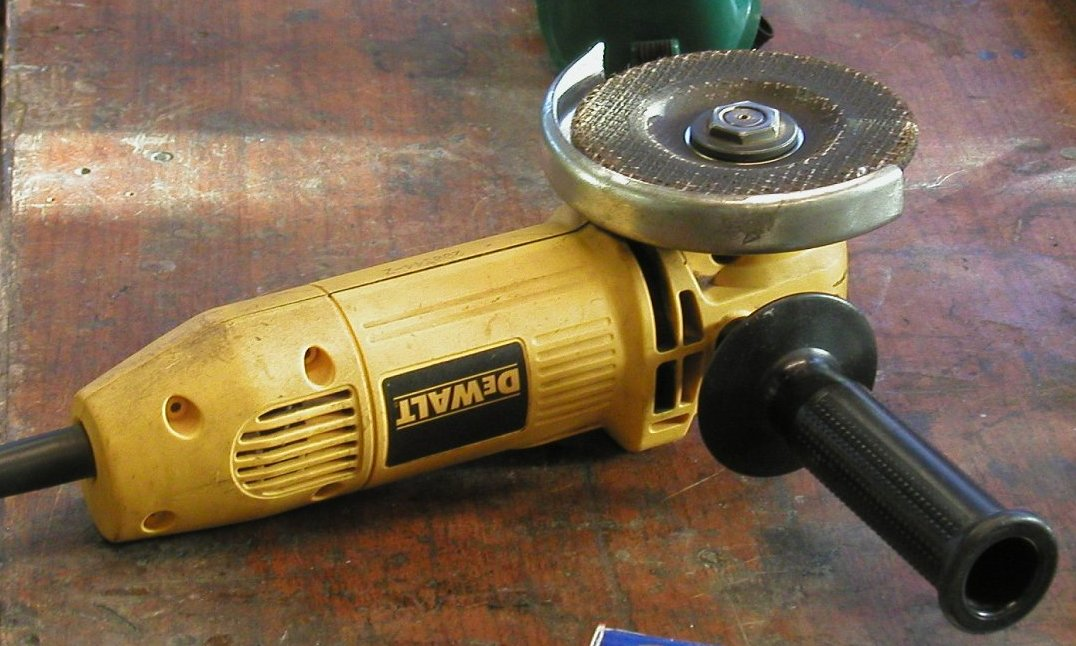
Disqueuse

- Tournage : l’outil de tour employé est un outil à tronçonner[3] (ou à saigner) de section réduite, généralement en forme de col de cygne ou droit avec plaquette carbure pour certaines matières.
- Serrurerie :  la disqueuse munie d’un disque fin (1 à 4 mm) coupe la matière par abrasion. Cette machine peut être soit portative (meuleuse d’angle), soit sur socle pour le découpage de barres métalliques.

## Sources et références
1. ↑  « TRONÇONNAGE : Définition de TRONÇONNAGE », sur www.cnrtl.fr (consulté le 21 juin 2025)
2. ↑  « tronçonnage (bois) », sur vitrinelinguistique.oqlf.gouv.qc.ca (consulté le 21 juin 2025)
3. ↑  « tronçonnage (tour) », sur vitrinelinguistique.oqlf.gouv.qc.ca (consulté le 21 juin 2025)

- Cours de technologie générale des mécaniciens, classe de 1re, lycée technique.